# Râul Valea Mlăcii, Săpânța
Râul Valea Mlăcii este un curs de apă din județul Maramureș, fiind unul din cele două brațe care formează Râul Săpânța.